# Royal Caribbean Group
A Royal Caribbean Group (NYSE: RCL) é uma empresa norte-americana de transporte marítimo sediada em Miami, Flórida. É uma holding fundada em 1997 depois da Royal Caribbean Cruise Line comprar a Celebrity Cruises. É a segunda maior operadora de cruzeiros do mundo atrás da Carnival Corporation & plc, sendo dona da Royal Caribbean International, Celebrity Cruises e Silversea Cruises, e possuindo participação na Silversea Cruises, TUI Cruises, e Wamos Air. 

## História
A Royal Caribbean Cruises Ltd. foi fundada em 1997 quando a Royal Caribbean Cruise Line comprou a Celebrity Cruises. Foi tomada a decisão de manter as duas marcas separadas após uma fusão, assim a Royal Caribbean Cruise Line foi renomeada para Royal Caribbean International e a Royal Caribbean Cruises Ltd. foi estabelecida como a empresa-mãe das duas companhias.
Desde então a empresa comprou em novembro de 2006 a totalidade da espanhola Pullmantur Cruises, porém vendeu 51% da companhia em 2016, retendo 49% de participação. Em maio de 2007 a Royal Caribbean fundou a Azamara Club Cruises e a colocou como subsidiária da Celebrity Cruises. Ela também fundou a CDF Croisières de France no mesmo ano, que continuou em atividade no mercado francês até cessar suas operações em 2017.
Além disso, a Royal Caribbean possui uma participação de 50% na TUI Cruises, fundada em 2007 como um empreendimento conjunto com a alemã TUI AG. Também detém desde junho de 2018 uma participação de 67% da Silversea Cruises e metade da Holistica, esta criada em junho de 2019 em parceria com a ITM Group com o objetivo de desenvolver portos ao redor do mundo. Fora da indústria de cruzeiros, a empresa também é dona de 19% da linha área espanhola Wamos Air.